# Sawa (dopływ Wisłoka)
Sawa (Głuchówka) – struga, prawostronny dopływ Wisłoka o długości 22,95 km.
Struga ma źródła na Pogórzu Dynowskim, w trójkącie pomiędzy Husowem, Handzlówką i Błędową Tyczyńską, uchodzi do Wisłoka w pobliżu Łańcuta.
Główne miejscowości nad Sawą: Handzlówka, Albigowa, Wysoka, Sonina, Głuchów, Łańcut.